# Sadao Sei
Sadao Sei (清貞雄?, Sei Sadao; ...) è un astronomo giapponese.
Il Minor Planet Center gli accredita la scoperta dell'asteroide 2909 Hoshi-no-ie effettuata il 9 maggio 1983.